# Love Synonym Pt.1: Right for Me
Love Synonym Pt.1: Right for Me — дебютный мини-альбом южнокорейского певца Вонхо, выпущенный 4 сентября 2020 года на лейбле Highline Entertainment и Kakao M

## Предыстория и выход
После того, как в 2019 году Monsta X закончили свой третий мировой концертный тур We Are Here World Tour, они выпустили свой седьмой мини-альбом Follow: Find You 28 октября, в нём Вонхо написал свой последний трек в группе «Mirror». 31 октября певец ушёл из группы, уход произошел на фоне обвинений того, что исполнитель должен деньги другу и употреблял наркотики. После ухода из группы он написал письмо, где призвал продолжать поддерживать Monsta X, он также прокомментировал обвинения, в письме было написано: «Было время, когда я был незрелым и совершал большие и маленькие ошибки, но после того, как я стал трейни и дебютировал, я стал следить за собой и усердно работал, чтобы не стыдиться себя». Starship Entertainment также заявили, что будут юридически защищать его.
14 марта 2020 года, лейбл Starship Entertainment объявили, что, после нескольких месяцев судебных процессов с Вонхо были сняты все обвинения в употреблении наркотиков и долгов. 
9 апреля этого же года, Вонхо подписал контракт с лейблом Highline Entertainment, 9 августа было объявлено о том, что он выпустит свой сольный дебютный мини-альбом, под названием Love Synonym Pt.1: Right for Me. 14 августа был выпущен первый видеоклип к треку «Losing You», 4 сентября вместе с выходом альбома вышла экранизация в виде клипа на песню «Open Mind».

## Приём

### Коммерческий успех
Альбом дебютировал на первом месте чарта Gaon Album Chart в первую неделю выхода и на шестом месте в ежемесячном чарте альбомов за сентябрь с проданными 143 655 копиями. Все композиции из альбома попали в World Digital Single Sales Chart Billboard.

### Реакция критиков
Корейские критики высоко оценили участие Вонхо в сочинении песен для мини-альбома и разнообразный стиль альбома. Эон Кён из корейского издания OSEN написал, что альбом «содержит безграничные возможности сольного исполнителя». Гонг Мина в своей рецензии для Star News считает, что «музыкальная тоска проявляется в восьми красочных песнях». 

### Награды и номинации
| Церемония награжения | Год  | Категория    | Результат | Прим.  |
| -------------------- | ---- | ------------ | --------- | ------ |
| Golden Disc Awards   | 2021 | Disc Bonsang | Номинация | [ 15 ] |

## Список композиций
| №                   | Название                      | Текст песни                                                      | Музыка                                                             | Длительность |
| ------------------- | ----------------------------- | ---------------------------------------------------------------- | ------------------------------------------------------------------ | ------------ |
| 1.                  | «Open Mind»                   | Вонхо, Lee Seu-ran                                               | Corey Latif Williams, David Brook, Bryan Fryzel\|, Aaron Kleinstub | 3:10         |
| 2.                  | «I Just»                      | Вонхо, Savage House Gang, An Seon-yong, Post Gothic              | Вонхо, Savage House Gang, An Seon-yong, Post Gothic                | 2:54         |
| 3.                  | «Lost in Paradise»            | Вонхо, Savage House Gang, An Seon-yong, Post Gothic              | Вонхо, Savage House Gang, An Seon-yong, Post Gothic                | 2:58         |
| 4.                  | «Losing You (Korean version)» | Вонхо, JQ, Kang Eun-yu, Seul-ri (makeumine)                      | Вонхо, Corey Sanders, Jon Maguire, Neil Ormandy, Nick Gale         | 2:58         |
| 5.                  | «Interlude: Runway»           | Вонхо, Savage House Gang                                         | Вонхо, Savage House Gang                                           | 1:09         |
| 6.                  | «With You»                    | Чжуён                                                            | $ÜN, Jooyoung, Bae Min-su                                          | 3:34         |
| 7.                  | «Open Mind (English version)» | Corey Latif Williams, David Brook, Bryan Fryzel, Aaron Kleinstub | Corey Latif Williams, David Brook, Bryan Fryzel, Aaron Kleinstub   | 3:10         |
| 8.                  | «Losing You»                  | Вонхо, Corey Sanders, Jon Maguire, Neil Ormandy, Nick Gale       | Вонхо, Corey Sanders, Jon Maguire, Neil Ormandy, Nick Gale         | 2:58         |
| Общая длительность: | Общая длительность:           | Общая длительность:                                              | Общая длительность:                                                | 23:38        |